# Puigsasucre
El Puigsasucre és una muntanya de 1.106 metres que es troba al municipi de Viladrau, a la comarca d'Osona.